# 久野昌純
久野 昌純（くの まさずみ、天明7年6月3日（1787年7月17日） - 文政6年7月24日（1823年8月29日））は、紀州藩田丸城代家老久野家7代当主。
父は久野輝純。子は久野純固。幼名は為太郎。初名は光純。通称は伊織。

## 経歴
天明7年（1787年）、田丸城代久野輝純の子として生まれる。文化8年（1811年）1月に父輝純が死去したため、同年2月に家督相続し、田丸城代となる。病身のため、田丸城に入城することは一度もなく、江戸への答礼も家臣が代理している。文政6年（1823年）7月24日死去。享年37。家督は嫡男の純固が相続した。